# Llista d'espècies de pimòids
Aquesta és la llista d'espècies de pimòids o pimoids (Pimoidae), una família d'aranyes araneomorfes descrites per J. Wunderlich l'any 1986.
Segons el World Spider Catalog amb data del 3 de gener de 2019, aquesta família té reconeguts 4 gèneres i 41 espècies; d'elles, 30 espècies són del gènere Pimoa.

## Nanoa
Nanoa Hormiga, Buckle & Scharff, 2005
- Nanoa enana Hormiga, Buckle & Scharff, 2005 — EUA

## Pimoa
Pimoa Chamberlin & Ivie, 1943
- Pimoa altioculata (Keyserling, 1886) — EUA, Canadà, Alaska
- Pimoa anatolica Hormiga, 1994 — Xina
- Pimoa breuili (Fage, 1931) — Espanya
- Pimoa breviata Chamberlin & Ivie, 1943 — EUA
- Pimoa clavata Xu & Li, 2007 — Xina
- Pimoa crispa (Fage, 1946) — Índia
- Pimoa cthulhu Hormiga, 1994 — EUA
- Pimoa curvata Chamberlin & Ivie, 1943 — EUA
- Pimoa delphinica Mammola, Hormiga & Isaia, 2016 – Itàlia
- Pimoa edenticulata Hormiga, 1994 — EUA
- Pimoa gandhii Hormiga, 1994 — Índia
- Pimoa graphitica Mammola, Hormiga & Isaia – 2016
- Pimoa haden Chamberlin & Ivie, 1943 — EUA
- Pimoa hespera (Gertsch & Ivie, 1936) — EUA
- Pimoa indiscreta Hormiga, 1994 — Índia
- Pimoa jellisoni (Gertsch & Ivie, 1936) — EUA
- Pimoa lata Xu & Li, 2009 — Xina
- Pimoa laurae Hormiga, 1994 — EUA
- Pimoa lihengae Griswold, Molt de temps & Hormiga, 1999 — Xina
- Pimoa mephitis Hormiga, 1994 — EUA
- Pimoa mono Hormiga, 1994 — EUA
- Pimoa nematoides Hormiga, 1994 — Nepal
- Pimoa petita Hormiga, 1994 — EUA
- Pimoa reniformis Xu & Li, 2007 — Xina
- Pimoa rupicola (Simon, 1884) — França, Itàlia
- Pimoa sinuosa Hormiga, 1994 — Nepal
- Pimoa tehama Hormiga & Lew, 2014 — EUA
- Pimoa thaleri Trotta, 2009 — Índia
- Pimoa trifurcata Xu & Li, 2007 — Xina
- Pimoa vera Gertsch, 1951 — EUA

## Putaoa
Putaoa Hormiga & Tu, 2008
- Putaoa huaping Hormiga & Tu, 2008 — Xina
- Putaoa megacantha (Xu & Li, 2007) — Xina
- Putaoa seediq Hormiga & Dimitrov, 2017 — Taiwan

## Weintrauboa
Weintrauboa Hormiga, 2003
- Weintrauboa chikunii (Oi, 1979) — Japó
- Weintrauboa contortipes (Karsch, 1881) — Rússia, Japó
- Weintrauboa insularis (Saito, 1935) — Rússia, Japó
- Weintrauboa plana Xu & Li, 2009 — Xina
- Weintrauboa pollex Xu & Li, 2009 — Xina
- Weintrauboa yele Hormiga, 2008 — Xina
- Weintrauboa yunnan Yang, Zhu & Song, 2006 — Xina